# Caroline Fjeldsted
Caroline Vilhelmine Fjeldsted, senare Kellermann, född 26 februari 1821 i Köpenhamn, död 20 maj 1881, var en dansk dansös. 
Hon kom som barn till Det Kongelige Teaters balettskola, där hon huvudsakligen utbildades under August Bournonville. Hon utmärkte sig för första gången den 10 december 1837, då hon som Fatme i Brama og Bajaderen tävlade med Lucile Grahn, och efter att denna hade lämnat Det Kongelige Teater blev Fjeldsted, som fick fast anställning 1838, balettens främsta dansös jämte Augusta Nielsen.
Hon ansågs inte vara någon större skönhet, men hade en utmärkt figur och utvecklade under åren sin koreografiska färdighet till den grad att hon vann ett ansett namn som solodansös, inte bara i Köpenhamn, utan på flera stora scener utomlands. Då hon dessutom besatt stor mimisk talang användes hon flitigt i Bournonvilles baletter, och bland hennes roller kan nämnas Fiskarens brud i Napoli, Alix i Den nye Penelope, Aditscha i Zulma eller Krystalpaladset och Palmyra i Abdallah.
Den 26 september 1849 gifte sig Caroline Fjeldsted med violoncellisten Christian Laurentz Kellermann. Hon uppträdde för sista gången på Det Kongelige Teater den 1 mars 1861 och tog avsked vid säsongens slut.